# Sergio Gargelli
Sergio Gargelli (Firenze, 28 maggio 1974) è un allenatore di calcio a 5 italiano, commissario tecnico della Finlandia.

## Biografia
Fiorentino, nel 1994 termina gli studi con la maturità scientifica. Negli anni d'oro della Furpile Prato segue costantemente gli allenamenti dei lanieri, ispirandosi successivamente nella sua carriera da tecnico a Jesús Velasco.
Parla correttamente quattro lingue: italiano, inglese, spagnolo e giapponese.

## Carriera

### Giocatore
Inizia a giocare a calcio a 6 anni all'US Limite (squadra del paese in cui risiede) dove frequenta tutte le squadre giovanili, per poi passare al Signa per frequentare il campionato di Promozione.
A 24 anni passa al calcio a 5, frequentando tornei e campionati di diverse federazioni, la sua carriera è però interrotta da un infortunio.

### Allenatore
Nel 2005 è nominato allenatore del Valdera, dove conosce e allena giocatori del calibro di Pippo Quattrini e Giuliano di Giosio, qui arrivano i primi successi in campionato (Serie C1) e in Coppa regionale Toscana.
L'anno successivo passa al Prato, come tecnico delle squadre giovanili e vice della prima squadra (guidata da Quattrini). A fine stagione vince i campionati regionali Under 21 e Juniores.
Nel frattempo frequenta corsi di specializzazione e aggiornamento sia in Spagna, sia clinics di tecnici italiani, come quello di Agenore Maurizi.
Nella stagione 2007-2008 è promosso allenatore del Prato, in Serie B . A marzo 2008 lascia l'Italia per trasferirsi in Giappone, dove ha inizio la sua carriera da allenatore professionista. Il primo anno alla guida del Fuchū Athletic si conclude con la vittoria della Tokyo to Cup e il 3º posto in Kanto League Il secondo anno guida la squadra alla prima esperienza in F-League, ricoprendo anche il ruolo di allenatore dei portieri e vice della Nazionale giapponese.
Nel dicembre 2009 è nominato commissario tecnico della Nazionale vietnamita. Sotto la sua guida per la prima volta il Vietnam si qualifica alla Coppa d'Asia, dove sfiora l'accesso ai quarti di finale. Resta nel paese asiatico fino a fine 2013 raggiungendo risultati storici, primo tra tutti la vittoria per 3-2 sui campioni del mondo del Brasile (prima e unica nazionale asiatica ad aver sconfitto i Verdeoro nella storia del futsal), 2 medaglie d'argento di Sea Games e altri 2 argenti alla Coppa del Sud-Est Asiatico.
Sotto la sua guida il Vietnam passa dal 97º al 43º posto del Ranking FIFA.
Successivamente si sposta in Indonesia, dove lavora come istruttore per la Federazione, dando clinic in varie parti del paese.
Nel dicembre 2014 diventa allenatore del Qatar SC, dove conquista un 3º posto nel campionato under 21 Shabab. Segue una breve parentesi in Cina come allenatore del Dalian per la Coppa di Cina.
Nel settembre 2016 torna in Qatar, a Shanania. Il 5 settembre 2016 viene scelto dalla Norges Fotballforbund come nuovo commissario tecnico della Nazionale norvegese.
Nel gennaio 2017 torna in Cina al Dailan, dove si laurea campione della Superliga.
L'8 agosto 2018 viene reso noto il suo addio alla Norvegia.

## Palmares

### Competizioni nazionali
- Tokyo to Cup: 1

Fuchu Atletic: 2008
- Superliga cinese: 1

Dailan: 2016-2017

## Curiosità
- Ha lavorato in 7 paesi (Italia, Giappone, Indonesia, Vietnam, Qatar, Cina e Norvegia) allenando 3 diverse nazionali (Vietnamita, Norvegese e Giapponese come vice e allenatore dei portieri.